# Mont-Tonnerre
Pour les articles homonymes, voir Mont Tonnerre (homonymie).
 (décembre 2023).
Si vous disposez d'ouvrages ou d'articles de référence ou si vous connaissez des sites web de qualité traitant du thème abordé ici, merci de compléter l'article en donnant les références utiles à sa vérifiabilité et en les liant à la section « Notes et références ».
1797–1814
Entités précédentes :
- République cisrhénane

Entités suivantes :
- Royaume de Bavière
- Grand-duché de Hesse

Le Mont-Tonnerre est un ancien département français (1797-1814), sur le territoire de l'actuelle Allemagne. Il a été nommé d'après le mont Tonnerre, et portait le numéro 100 dans la liste des 130 départements français de 1811

## Histoire
Avant la conquête française, la Cisrhénanie est une mosaïque de plusieurs dizaines d'États, membres du Saint-Empire romain germanique.

Carte de la République française en 1801 incluant le département du Mont-Tonnerre.

À la suite de son occupation à partir de 1794, une éphémère République cisrhénane est proclamée le 5 septembre 1797 par un petit cercle de francophiles (une République de Mayence l'a déjà été le 18 mars 1793, demandant son annexion à la France le 21 et l'obtenant le 30), mais la région est partagée le 4 novembre 1797 par le Directoire en quatre départements, la Roer, la Sarre, Rhin-et-Moselle et le Mont-Tonnerre, qui sont organisés le 23 janvier 1798 (arrêté du 4 pluviôse an VI).
Ces départements sont officiellement intégrés au territoire français le 9 mars 1801 et existent jusqu'au démantèlement de l'Empire en 1814.
Jeanbon Saint-André fut préfet de Mont-Tonnerre du 20 décembre 1801 au 10 décembre 1813.
Par le traité de Paris du 30 mai 1814, la France en conserve uniquement les neuf communes suivantes, qui sont rattachées à l'arrondissement de Wissembourg et au département du Bas-Rhin :
- Hördt, Neupotz, Kuhardt et Leimersheim, canton de Candel ;
- Bellheim, Impflingen, Insheim, Knittelsheim et Mörlheim (aujourd'hui, quartier de Landau), canton de Landau.

Après les Cent-Jours, par le traité de Paris du 20 novembre 1815, la France perd ces neuf communes.
Par le traité de Munich du 14 avril 1816, l'Autriche cède à la Bavière :
- la majeure partie de l'ancien département, à savoir :
  - les arrondissements de Deux-Ponts et de Kaiserslautern ;
  - l'arrondissement de Spire, à l'exception des cantons de Worms et Pfeddersheim ;
  - le canton de Kirchheim, dans l'arrondissement d'Alzey ;
  - les neuf communes cédées par la France par le traité de Paris du 20 novembre 1815 ;
- dans le département de la Sarre :
  - deux cantons de l’arrondissement de Sarrebruck : Blieskastel et Waldmohr ;
  - de l’arrondissement de Birkenfeld, le canton de Kusel.

Par le traité de Francfort du 30 juin 1816, le grand-duché de Hesse cède à la Bavière les territoires que l'Autriche lui a promis.
Mont-Tonnerre est aujourd'hui le nom d'un arrondissement du land de Rhénanie-Palatinat (Rheinland-Pfalz) dont la capitale est Kirchheimbolanden.

## Géographie

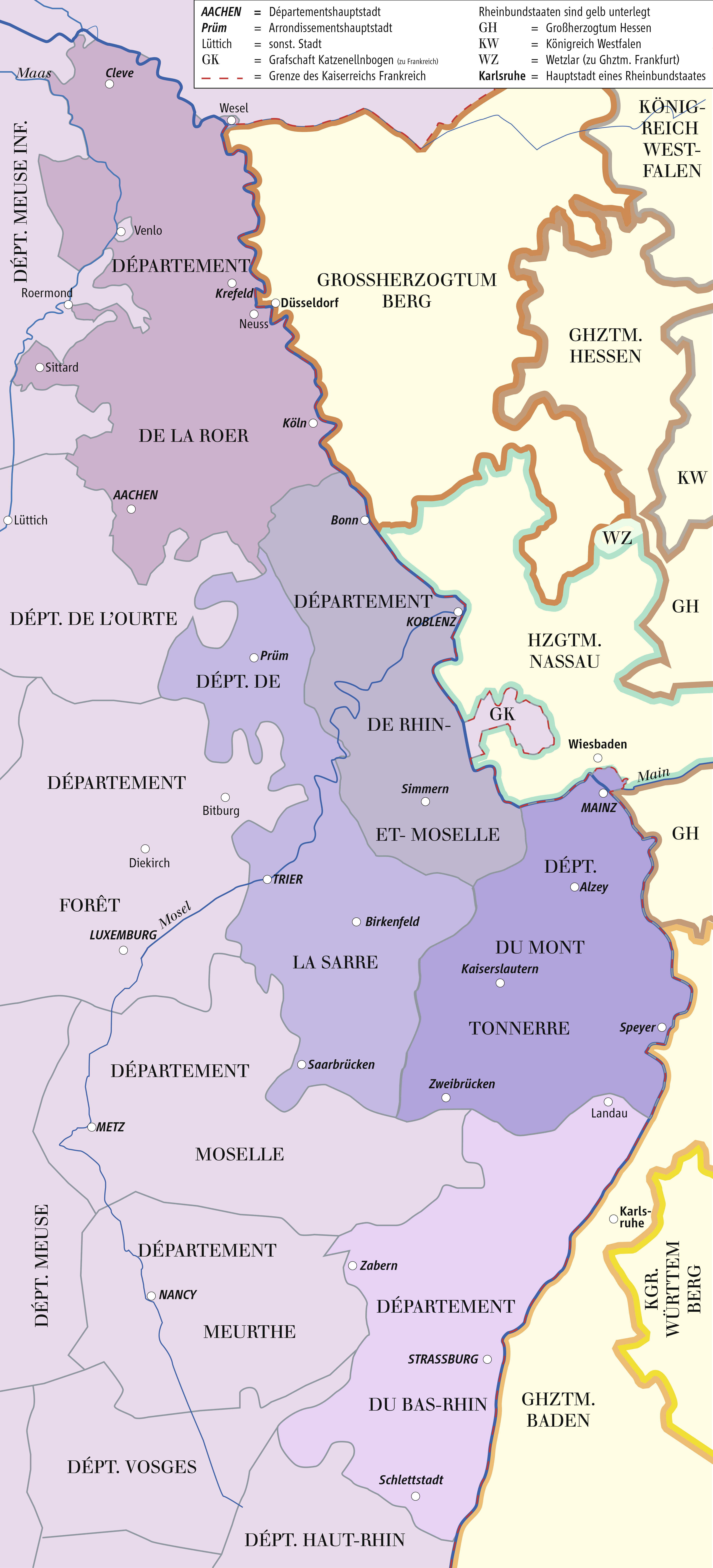
Carte des départements à l'ouest du Rhin (1812).

Le chef-lieu du Mont-Tonnerre était Mayence et ses sous-préfectures Spire, Kaiserslautern et Deux-Ponts. Il comptait 342 316 habitants en 1809.
- Chefs-lieux de canton :
  - arrondissement de Mayence : Alzey, Bingen, Boechtheim, Kirchheim, Mayence (deux cantons), Niederolm, Oberingelheim, Oppenheim, Woetstein et Woerstadt ;
  - arrondissement de Deux-Ponts : Aunweiller, Contwig, Deux-Ponts, Hombourg, Landstuhl, Medelsheim, Neuhornbach, Pirmasens et Waldfischbach ;
  - arrondissement de Kaiserslautern : Goellheim, Kaiserslautern, Lauterecken, Obermoschel, Otterberg, Rockenhausen, Winnweiler et Wolfstein ;
  - arrondissement de Spire : Durckheim, Edeukoben, Franckenthal, Germersheim, Grunstadt, Mutterstadt, Neustadt, Pfeddersheim, Spire et Worms.

### Économie
Maroquinerie, huilerie, vin, mines de métaux, forges, etc.

Le Dictionnaire géographique portatif de l'époque rapporte : 

« Le territoire produit vins, blés, grains, fourrages, légumes, fruits, miel, chanvre, lin, cire, gibier, poisson ; salines, forges, fourneaux, fonderies ; fabriques de draps, soieries, étoffes de coton, toiles, chapeaux, bonneterie, savon, tabac ; mégisseries, tanneries, blanchisseries, papeteries, verreries, moulins à huile ; manufactures de porcelaine ; bois de haute futaie. Il y a des bestiaux de belle espèce ; 437.576 arpents de forêts. Sa capitale est à 137 lieues de Paris. »

## Liste des préfets

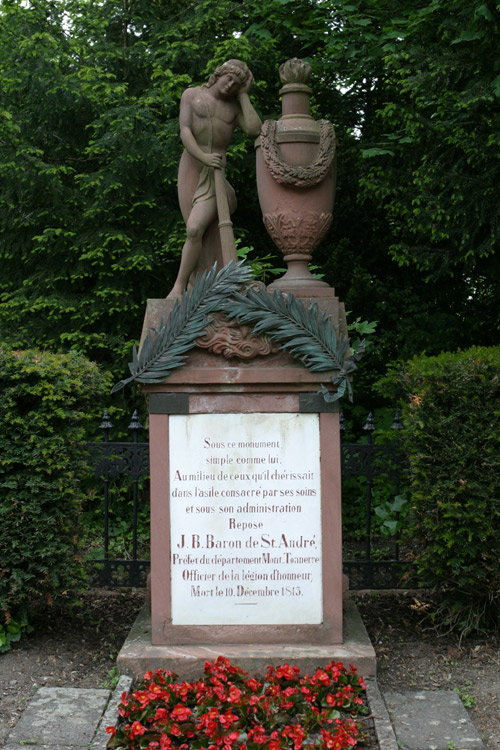
La tombe d'André Jeanbon, dit Jeanbon Saint-André.

| Période          | Période                  | Identité                     | Fonction précédente                                                                                | Observation                                                                                  |
| ---------------- | ------------------------ | ---------------------------- | -------------------------------------------------------------------------------------------------- | -------------------------------------------------------------------------------------------- |
| 9 mars 1801      | 1801                     | Henri Shée                   | Commissaire général du gouvernement dans les départements de la rive gauche du Rhin                | Préfet du Bas-Rhin (1802), membre du Sénat conservateur (1810), pair de France (4 juin 1814) |
| 8 brumaire an IX | 20 décembre 1801         | Jean-Baptiste-Moïse Jollivet | Commissaire général pour l'organisation des quatre nouveaux départements de la rive gauche du Rhin | Ministre du Trésor du Royaume de Westphalie (7 décembre 1807)                                |
| 20 décembre 1801 | 10 décembre 1813 (décès) | Jeanbon Saint-André          | Consul général à Alger, puis à Smyrne (1798)                                                       |                                                                                              |